# 赖纳·甘朔
赖纳·甘朔（德語：Reiner Ganschow，1945年6月22日—），德国前男子手球运动员。他曾代表东德国家队参加1972年夏季奥林匹克运动会手球比赛，结果队伍获得第四名。